# Abate (famiglia)
Gli Abate (forme secondarie: Dell'Abate, Abbate e Abati) furono una famiglia modenese di pittori attivi tra il XVI e il XVII secolo.

## Storia
Secondo fonti antiche la famiglia portava il cognome "Bellini". Originaria di Abate Reggiano, ne derivò il soprannome a Giovanni, capostipite conosciuto, che lo trasmise ai discendenti.

## Membri
|  |  |  |  |                |                |                |                |                |                |  |  | Giovanni        |                |                |                |                |                |  |  |            |            |            |            |            |            |  |  |             |             |             |             |             |             |  |  |  |  |  |  |  |  |  |  |  |  |
|  |  |  |  |                |                |                |                |                |                |  |  |                 |                |                |                |                |                |  |  |            |            |            |            |            |            |  |  |             |             |             |             |             |             |  |  |  |  |  |  |  |  |  |  |  |  |
|  |  |  |  |                |                |                |                |                |                |  |  |                 |                |                |                |                |                |  |  |            |            |            |            |            |            |  |  |             |             |             |             |             |             |  |  |  |  |  |  |  |  |  |  |  |  |
|  |  |  |  | Pietro Paolo I | Pietro Paolo I | Pietro Paolo I | Pietro Paolo I | Pietro Paolo I | Pietro Paolo I |  |  | Niccolò         | Niccolò        | Niccolò        | Niccolò        | Niccolò        | Niccolò        |  |  |            |            |            |            |            |            |  |  |             |             |             |             |             |             |  |  |  |  |  |  |  |  |  |  |  |  |
|  |  |  |  | Pietro Paolo I | Pietro Paolo I | Pietro Paolo I | Pietro Paolo I | Pietro Paolo I | Pietro Paolo I |  |  | Niccolò         | Niccolò        | Niccolò        | Niccolò        | Niccolò        | Niccolò        |  |  |            |            |            |            |            |            |  |  |             |             |             |             |             |             |  |  |  |  |  |  |  |  |  |  |  |  |
|  |  |  |  |                |                |                |                |                |                |  |  |                 |                |                |                |                |                |  |  |            |            |            |            |            |            |  |  |             |             |             |             |             |             |  |  |  |  |  |  |  |  |  |  |  |  |
|  |  |  |  |                |                |                |                |                |                |  |  | Giulio Camillo  | Giulio Camillo | Giulio Camillo | Giulio Camillo | Giulio Camillo | Giulio Camillo |  |  | Cristoforo | Cristoforo | Cristoforo | Cristoforo | Cristoforo | Cristoforo |  |  | Camillo (?) | Camillo (?) | Camillo (?) | Camillo (?) | Camillo (?) | Camillo (?) |  |  |  |  |  |  |  |  |  |  |  |  |
|  |  |  |  |                |                |                |                |                |                |  |  | Giulio Camillo  | Giulio Camillo | Giulio Camillo | Giulio Camillo | Giulio Camillo | Giulio Camillo |  |  | Cristoforo | Cristoforo | Cristoforo | Cristoforo | Cristoforo | Cristoforo |  |  | Camillo (?) | Camillo (?) | Camillo (?) | Camillo (?) | Camillo (?) | Camillo (?) |  |  |  |  |  |  |  |  |  |  |  |  |
|  |  |  |  |                |                |                |                |                |                |  |  | Ercole          |                |                |                |                |                |  |  |            |            |            |            |            |            |  |  |             |             |             |             |             |             |  |  |  |  |  |  |  |  |  |  |  |  |
|  |  |  |  |                |                |                |                |                |                |  |  |                 |                |                |                |                |                |  |  |            |            |            |            |            |            |  |  |             |             |             |             |             |             |  |  |  |  |  |  |  |  |  |  |  |  |
|  |  |  |  |                |                |                |                |                |                |  |  | Pietro Paolo II |                |                |                |                |                |  |  |            |            |            |            |            |            |  |  |             |             |             |             |             |             |  |  |  |  |  |  |  |  |  |  |  |  |

### Giovanni, il capostipite (Modena, 1512 - 1559)
Secondo il De' Lancillotti fu scultore e autore di «sacre immagini in gesso che erano tenute in sommo pregio, e specialmente i Crocifissi lavorati con una notomia in ogni vena e in ogni nervo ricercatissima». Pare comunque che sia stato attivo anche come pittore.

### I figli di Giovanni e il trasferimento in Francia
Figli di Giovanni furono Pietro Paolo I e Niccolò, detto anche Niccolino. Quest'ultimo fu attivo in Francia dal 1552 circa alla morte, dove portò con sé i figli come aiuto: il primogenito Giulio Camillo, Cristoforo (la cui presenza è documentata nel 1568) e probabilmente un certo Camillo, della cui esistenza non c'è tuttavia certezza; la sua presenza sarebbe comunque attestata oltralpe nel 1570.

### I discendenti di Giulio Camillo e il ritorno a Modena
Figlio di Giulio Camillo era Ercole, nato probabilmente in Francia. Con la morte del padre (dopo il 1582), la vedova e il figlio tornarono a Modena, dove pochi anni dopo nacque Pietro Paolo II, ultimo pittore e membro noto della famiglia.